# Marjal
Jules Marius Soulié dit Marjal, né le 11 août 1881 dans le 20e arrondissement de Paris et mort le 2 mars 1940 à Clichy, est un chanteur de la Belle Époque.

## Biographie
Fils d'une couturière du quartier de Belleville, Jules Marius Soulié se produit l'hiver, à la Scala ou à La Cigale, l'été, à l'Alcazar ou aux Ambassadeurs sous le nom de Marjal. En 1910, il vit plusieurs mois à Nice avant de revenir à Paris.
En 1916, il acquiert le Libre-échange, au 127 de l'avenue de Clichy qu'il rebaptise le Concert Marjal.
Précurseur de Tino Rossi dans la chanson de charme, il entretint une liaison tapageuse avec l'actrice Polaire, beauté de la Belle-époque qui dépensait sa fortune dans les casinos. Après la disparition de cette dernière, contraint de courir le cachet auprès de ses confrères de la scène montmartroise, il succomba à une crise d'urémie à l'hôpital Beaujon de Clichy, le 2 mars 1940.